# Backhaus (Irresheim)

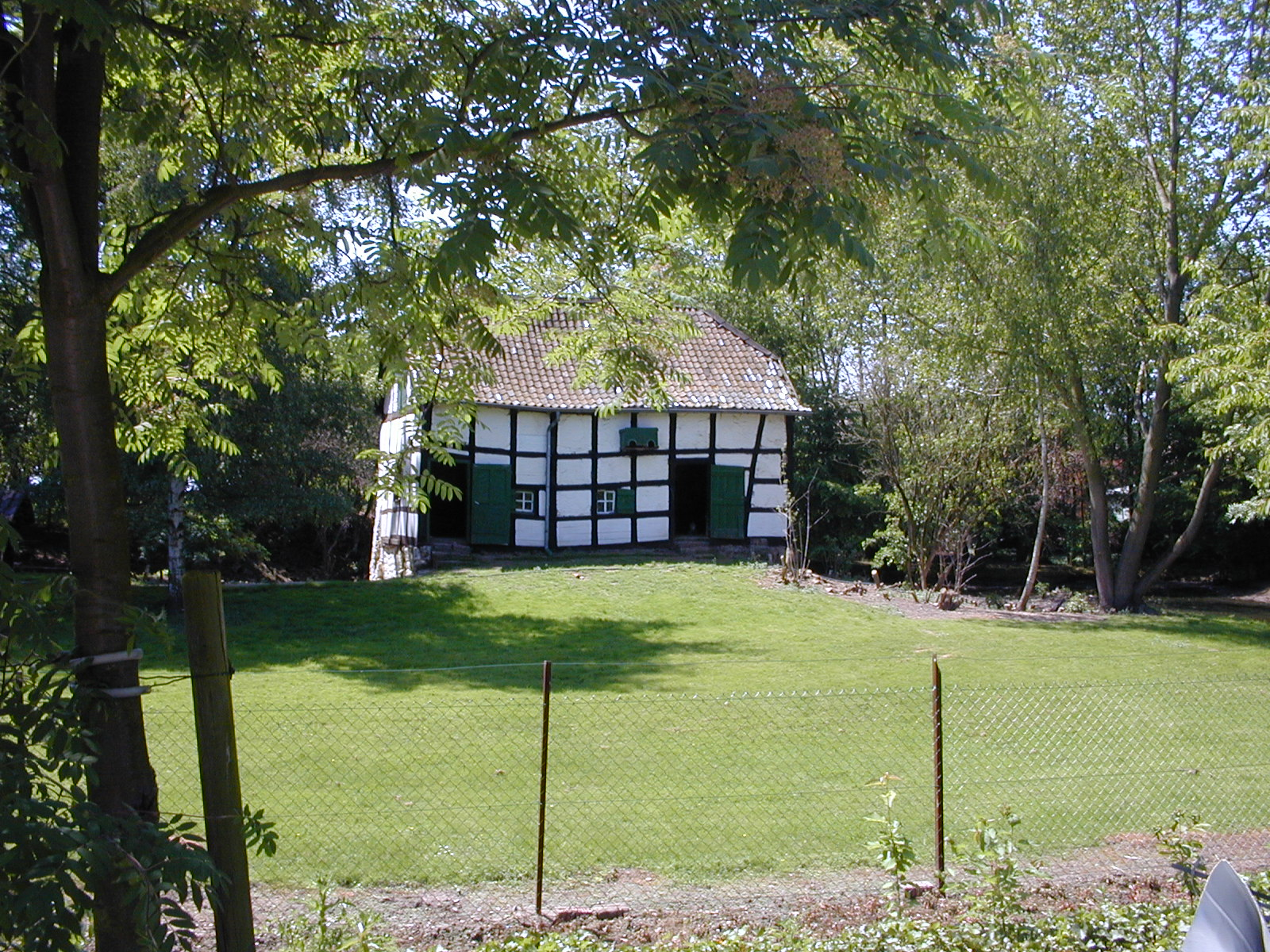
Das Backhaus auf der Motte

Das Backhaus steht in Irresheim, einem Ortsteil der Gemeinde Nörvenich in Kreis Düren, Nordrhein-Westfalen.
Neben dem Halfenhof steht „et Backes“, ein Backhaus, das Henricus Rey im Jahre 1789 baute, wie die Einkerbung „1789 HR“ auf dem Balken über der linken Tür an der zur Annastraße zeigenden Traufseite des Hauses ausweist.
Das Fachwerkhaus steht auf den Fundamenten eines ehemaligen Wehrturmes. Beeindruckender Rest dieser uralten Verteidigungsanlage ist die bis ein Meter dicke Mauer aus Feldsteinen und behauenen Steinquadern, die die Rückseite des Gebäudes bildet und wohl das älteste von Menschenhand geschaffene Bauwerk des Dorfes ist. Dieses Mauerwerk kommt aber auch als Fundament der beiden Giebel, im Keller und an der inneren Trennwand zutage.
Die Anlage steht auf einem von Hand aufgeworfenen Hügel, der ursprünglich ganz von Wasser umgeben war. Der heute trockene Graben ist stellenweise 19 m breit, erst nach dem Zweiten Weltkrieg wurde er verfüllt.
Es handelt sich hier um einen Mottenhügel, wie solche Anlagen von den Archäologen genannt werden, das ist eine frühmittelalterliche Wohn- und Wehranlage. Auf der durch den Wassergraben geschützten erhöhten Insel stand ein schwerer Turm, dessen massive Bauweise und Größe man sich an den verbliebenen Mauerresten leicht vorstellen kann. Er diente den Bewohnern des Hofes als Zufluchtsstätte bei Gefahr, von dem aus sie auch kleinere Angriffe abwehren konnten.
Dieser Turm könnte schon im 13. Jahrhundert entstanden sein, einer Zeit, in der die Landadeligen befestigte Höfe in dieser Bauweise anlegten, die vorher oft schon in massiver Holzkonstruktion bestanden hatten. Der wehrhafte Turm hat dem Halfenhof sicher die früher ortsübliche Bezeichnung „Burg“ eingetragen; noch zum Beginn unseres Jahrhunderts wurde eine unverheiratete Angehörige der Familie Rey „de Burgfräulein“ genannt. In den Steinfelder Lagerbüchern aus den Jahren 1502/03 ist dann auch mehrfach von „der burch van Erreshem“ (Burg von Irresheim) die Rede.
Der Turm, die Bezeichnung Burg und die Tatsache, dass der zum Grundstück gehörende heutige Halfenhof früher in Adelsbesitz stand, lassen den vorsichtigen Schluss zu, dass hier die Urzelle des Dorfes liegen könnte, von der aus Irresheim sich entwickelt hat. Als Henricus Rey 1789 sein Backhaus baute, war die Zeit der Wohn- und Wehrtürme, die man in alter Zeit auch „Berfes“ nannte, längst vorbei. Ihre Wohnung hatte die Familie in einem bequemen Haus gefunden, Schutz vor Feinden bot der Turm schon lange nicht mehr, er war den modernen Feuerwaffen nicht gewachsen. Ob er damals zerstört oder verfallen war, ist heute nicht mehr zu ermitteln.
Das geräumige Backhaus mit dem anschließenden Vorratsraum war zu seiner Zeit sicher eine moderne Anlage, in der die Hausfrauen des Halfenhofes über einen Zeitraum von gut 100 Jahren ihr Brot gebacken und gelagert haben. Seit Jahrzehnten hat auch et Backes seine Aufgabe verloren, es dient schon lange als Geflügelstall. Das Backhaus ist in die Denkmalliste und in die Bodendenkmalliste der Gemeinde eingetragen. Das Gebäude wurde am 18. März 1985 in die Denkmalliste der Gemeinde Nörvenich unter Nr. 40 eingetragen.
Wie aus der Vogelperspektive erkennbar, sind das Backhaus bzw. die Motte Irresheim und die sie umgebenden Vierseithöfe so ausgerichtet, dass ihre Ecken jeweils in eine der vier Himmelsrichtungen zeigen. Die gleiche Ausrichtung zeigt sich auch an der Motte neben Haus Hocherbach, der Motte Binnesburg bei Horm und an Haus Gronau bei Straß, sowie Haus Mozenborn.  Diese Ausrichtung nach Süden ist für die Architektur des nördlicheren Mitteleuropa typisch und an alten Bauernhöfen bis heute abzulesen.